# Valea Muierii de Jos
Valea Muierii de Jos – wieś w Rumunii, w okręgu Dolj, w gminie Melinești. W 2011 roku liczyła 146 mieszkańców.